# La Gramalla
La Gramalla va ser un setmanari català de caràcter científic i artístic. Va ser fundat l’any 1870 per joves romàntics i catalans que formaven part de la Jove Catalunya, la primera entitat considerada obertament catalanista a Barcelona, amb influències del romanticisme i ideals radicals. La Gramalla va esdevenir la successora directa de la revista Lo Gay Saber de l’any 1869. Aquesta revista estava dirigida pel mateix director Francesc Pelagi Briz, la qual, molt semblant a La Gramalla, pretenia defensar la unitat de la llengua catalana amb un contingut fet exclusivament per catalans, valencians i mallorquins.

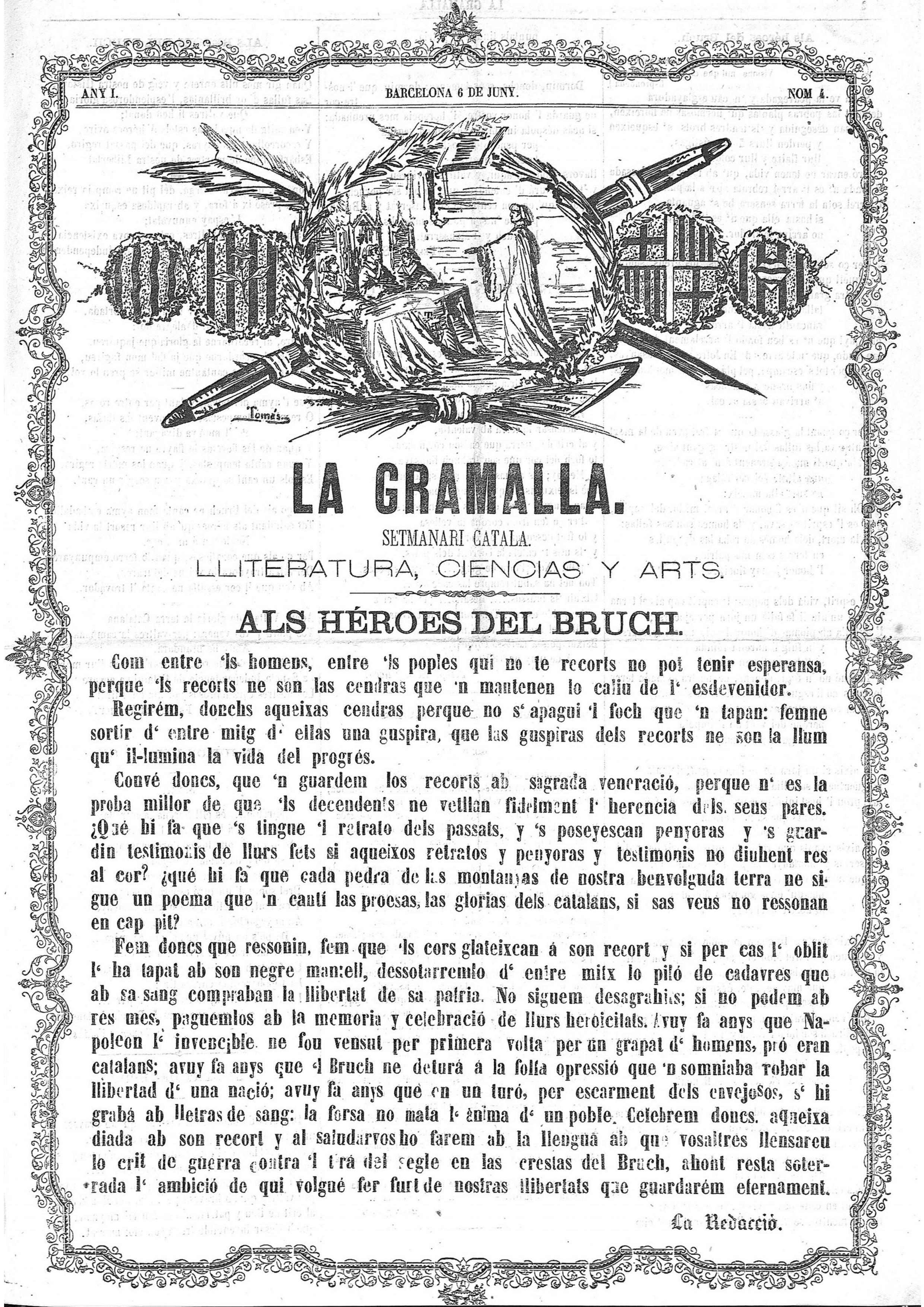
Frontis del número 4 del 6 de juny de 1870

## Història

### Context històric i rebuda
La Gramalla va sorgir dins d’un context revolucionari a tot Espanya causat, per una part, pel control homogeneïtzador d’un Estat que havia implantat el model castellanitzat com a únic i, per l’altra part, la caiguda de la monarquia borbònica. Fet que va alliberar i desencadenar les ganes d’un canvi de model per començar un nou procés constitucional a partir de la unió de totes les regions del país. Per no dir que també es va idear en un moment històric on les publicacions culturals en llengua catalana anaven desapareixent cada vegada més i gairebé no se’n feien.
Per tots aquests motius, diferents participants de La Jove Catalunya van decidir popularitzar els seus ideals a través d’una revista per difondre, d’aquesta manera, les seves reivindicacions i expressar, tanmateix, els sentiments d’una bona part de l'entitat: un sentiment republicà federalista i contrari a la castellanització del sistema.
No obstant això, hem de ser conscients que aquest ideal no representava a tots els membres de la Jove Catalunya i, de fet, va provocar que una part d’aquests s'oposessin a tota aquesta iniciativa.

### Durada
Es creu, i de fet així ho va afirmar Carola Duran, que una causa evident de la desaparició prematura de la revista van ser greus problemes econòmics per mantenir-la viva, ja que la venta i els subscriptors del setmanari no eren suficients com per guanyar un benefici i cobrir el cost dels 1.000 exemplars que es feien per número.
Tanmateix, segons la Història de la Premsa Catalana de Joan Torrent i Rafael Tasis, l'epidèmia de la febre groga que es va patir a Barcelona des de setembre fins a novembre de 1870 també va ser una de les causes que va acabar amb el setmanari. Va provocar que els diversos escriptors de la revista es veiessin obligats dispersar-se a diferents llocs, fet que va dificultar en excés seguir amb la publicació d’aquesta.
No obstantaixò, anys més tard es van tornar a reunir diversos editors de La Gramalla com Pere Aldavert, Francesc Matheu o Àngel Guimerà per començar un nou projecte, conegut com La Renaixença.

## Estil i contingut

### Com i qui escriviaLa Gramalla
La Gramalla es va publicar per primera vegada el 14 de maig de 1870 i va durar 5 mesos. L’últim exemplar es va publicar el 10 de setembre del mateix any. Tot i tenir una durada curta de vida, aquesta revista va comptar amb dos grans directors. Del número 1 al 5 ho va ser Francesc Pelai Briz, escriptor romàntic de l’època que ja havia dirigit anteriorment Lo Gay Saber. A partir del número 6 fins a l’últim, la revista va estar dirigida per Francesc Matheu, un dels joves fundadors de la Jove Catalunya.
Alguns dels seus col·laboradors i editors més importants van ser famosos escriptors, literaris i intel·lectuals de l’època com Felip Pequeña, Àngel Guimerà, Pere Aldavert o Dolors Monserdà, d’entre altres.
Aquest setmanari popular es publicava cada dissabte de la mà de la impremta de L. Fiol amb 4 pàgines organitzades en tres columnes. A més, a l'encapçalament es podia veure el títol de la revista i, per sota, ‘’Setmanari Català. Dos quartos lo nombre.Literatura, Ciencias y Art. Sortirà tots els dissaptes'’.
Un fet rellevant de la revista és que a partir del número quatre la capçalera va ser litografiada, la qual contenia un gravat amb un dibuix central que representava l'episodi del peix on el regidor Joan Fiveller es presenta davant el rei Ferran I. A més, a banda i banda del gravat hi havia els diferents escuts de les quatre províncies de Catalunya: Girona, Barcelona, Tarragona i Lleida. En ells, a la part superior del dibuix, hi havia la ploma d'ànec de l'escriptor i un escanyavelles dibuixant.

### Objectiu
Així doncs La Gramalla es va establir per dedicar-se a diferents objectius. En primer lloc es volia emplenar el buit que tenien en aquella època les publicacions en llengua catalana i donar a conèixer Catalunya en si a totes les diferents societats que convivien en aquell temps. Així com també reivindicar el passat medieval i gloriós que tenia Catalunya per tal de mostrar-se i esdevenir hereva del moviment romàntic i renaixentista. Per poder fer això van recórrer, fins i tot, a la protecció dels famosos Jocs Florals, uns jocs intel·lectuals d’origen romà.
No obstant això també tenia un objectiu certament polític, canviar o transformar cada vegada més el catalanisme literari cap a un moviment polític que defensés i visualitzés del català la seva particularitat i diferència.
Amb altres paraules buscaven promoure un catalanisme culte, romàntic i conservador amb la intenció de participar en la regeneració de la literatura i la llengua catalana.

### Contingut
- 1r número ‘’Què ens proposem fer’’

Es detalla la situació literària i política en els que es troben els promotors del setmanari igual que els seus objectius i plans de futur.
- 2n número

Es publiquen dos treballs doctrinaris:
1- <<Moderna restauració literària de Catalunya>>: es defensa l’ús de les paraules catalanes no castellanitzades 
2- <<Lo negre núvol que ens porta la pedregada>> : sobre la centralització 
- 3r número

Observacions sobre la moderna restauració literària de Catalunya
- 4t número (el més extraordinari)

Títol: <<Als Héroes del Bruch>>
Conté articles i poesies enaltint la memòria dels catalans que van formar part d’aquell moment històric  
- 5è número

Una objecció a nostra causa: sobre la centralització de l'estat 
- 6è número

El teatre català i les seves relacions i costums amb la història catalana
- 7è número

Nocions sobre la propietat (origen del dret de propietat) i importància de la literatura 
- 8è número

Nocions sobre la propietat i teatres 
- 10è número

La llengua catalana i la guerra d'independència 
- 11è número

Catalunya envilida, observacions filosòfiques sobre l’amistat i anècdotes i curiositats literàries 
- 12è número

L'esperit català i llengua catalana, importància de la literatura i reflexions sobre el comunisme
- 13è número

Consideracions filosòfiques sobre l’amistat, importància de la literatura, els dos amors, els catalans i els aragonesos a Grècia 
- 14è número

El dia de St. Joan, teatres i anècdotes i curiositats literàries 
- 15è número

Sobre la conveniència de reformar els reglaments dels Jocs Florals, importància de la literatura i la ciència a l’abast del poble 
- 16è número

Catalanisme pràctic i importància de la literatura 
- 17è número

Els esbarts, reflexions sobre el comunisme i curiositats 
- 18è número

Catalanisme a mitges, la ciència a l’abast del poble i curiositats